# Tongdo sŏgi
Tongdo Sŏgi (hangeul : 동도서기 ; hanja : 東道西器 ; litt. « Voie orientale, outils occidentaux ») est un mode de pensée apparu en Corée au XIXe siècle au moment ou plusieurs mouvements réformistes cherchent à adapter le régime de Joseon aux nouveaux défit de son époque. Certains intellectuels préconisent de conserver un mode de pensée oriental, tout en adoptant les outils développés par les occidentaux.